# Црљеник
Црљеник је насељено мјесто у Далмацији. Припада општини Станковци, у Задарској жупанији, Република Хрватска.

## Географија
Црљеник се налази око 3,5 км југоисточно од Станковаца.

## Историја
Насеље се до територијалне реорганизације у Хрватској налазило у некадашњој великој општини Бенковац.

## Становништво
Према попису становништва из 2011. године, насеље Црљеник је имало 130 становника.
| Демографија | Демографија | Демографија |
| Година      | Становника  | Становника  |
| ----------- | ----------- | ----------- |
| 1971.       | 163         |             |
| 1981.       | 216         |             |
| 1991.       | 163         |             |
| 2001.       | 141         |             |
| 2011.       |             | 130         |